# Cerelles
Cerelles is een gemeente in het Franse departement Indre-et-Loire (regio Centre-Val de Loire). De plaats maakt deel uit van het arrondissement Tours. Cerelles telde op 1 januari 2022 1.247 inwoners.

## Geografie
De oppervlakte van Cerelles bedroeg op 1 januari 2022 12,3 vierkante kilometer; de bevolkingsdichtheid was toen 101,4 inwoners per km².

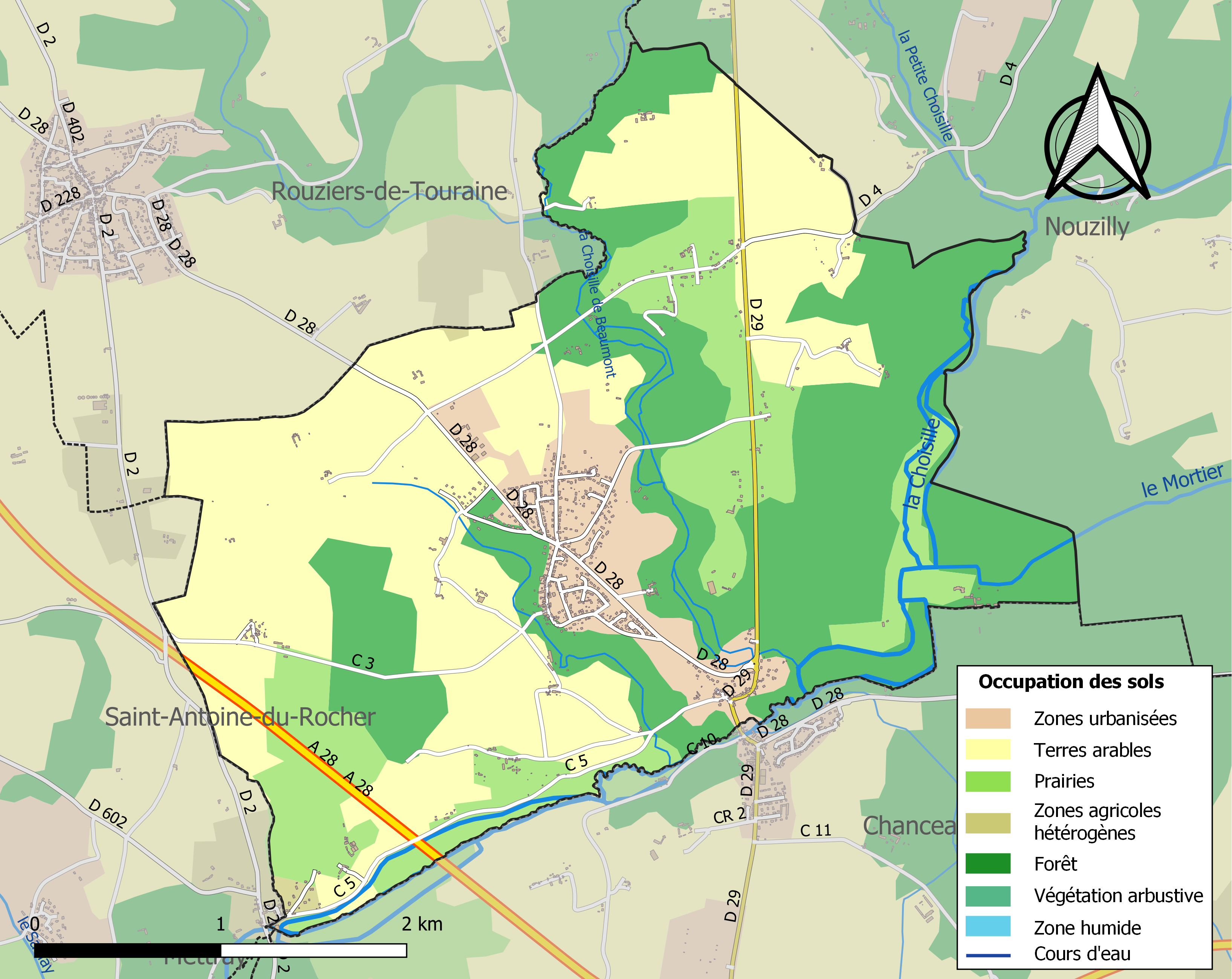
Kaart van de gemeente met belangrijkste infrastructuur, bodemgebruik en omliggende gemeenten

## Demografie
Onderstaande figuur toont het verloop van het inwonertal (bron: INSEE-tellingen).